# Tropidomya
Tropidomya is een geslacht van tweekleppigen uit de  familie van de Cuspidariidae.

## Soorten
- Tropidomya abbreviata (Forbes, 1843)
- Tropidomya diagonalis (Allen & Morgan, 1981)